# GHC National Championship
El GHC National Championship (Campeonato Nacional de la GHC, en español) es un campeonato de lucha libre profesional, perteneciente a la Pro Wrestling NOAH. El acrónimo "GHC" son las iniciales del organismo rector de NOAH, que significa Global Honored Crown (Corona Global Honorifica, en español). El título se dio a conocer el 3 de octubre de 2019. El campeón actual es Galeno, quien se encuentra en su primer reinado.

## Historia
El 3 de octubre de 2019, Pro Wrestling NOAH anunció la creación de su nuevo campeonato; el Campeonato Nacional de la GHC, con el campeón inaugural siendo coronado durante el evento "Noah the BEST 2019 – A Battle With Aesthetics" llevado a cabo en Tokio, Japón.

## Campeones
El Campeonato Nacional de la GHC es un campeonato de media cartelera que está vigente desde noviembre de 2022. El campeón inaugural es Takashi Sugiura, quien ganó el título en el evento The Best, y desde entonces ha habido 9 distintos campeones oficiales, repartidos en 13 reinados en total.
El reinado más largo en la historia del título le pertenece a El Hijo del Dr. Wagner Jr., quien mantuvo el campeonato por 352 días en su primer reinado. Por otro lado, Taishi Ozawa posee el reinado más corto en la historia del campeonato, con tan solo 3 minutos con el título en su haber. 
En cuanto a los días en total como campeón (un acumulado entre la suma de todos los días de los reinados individuales de cada luchador), Takashi Sugiura también posee el primer lugar con 371 días como campeón con sus 2 reinados. Le siguen a El Hijo del Dr. Wagner Jr. (352 días en su único reinado), y Kenoh (299 días en sus 2 reinados).
El campeón más joven en la historia es Galeno, quien a los 23 años y 234 días derrotó a Tetsuya Endo en Sunny Voyage de 2025. En contraparte, el campeón más viejo es Takashi Sugiura, quien a los 50 años y 156 días derrotó a Michael Elgin en The Best. En cuanto al peso de los campeones, Kenoh es el más pesado con 95 kilogramos, mientras que Takashi Sugiura es el más liviano con 89 kilogramos. 
Por último, Takashi Sugiura, Kenoh y Manabu Soya son los únicos luchadores que más reinados poseen con 2 reinados oficiales.

### Campeón actual

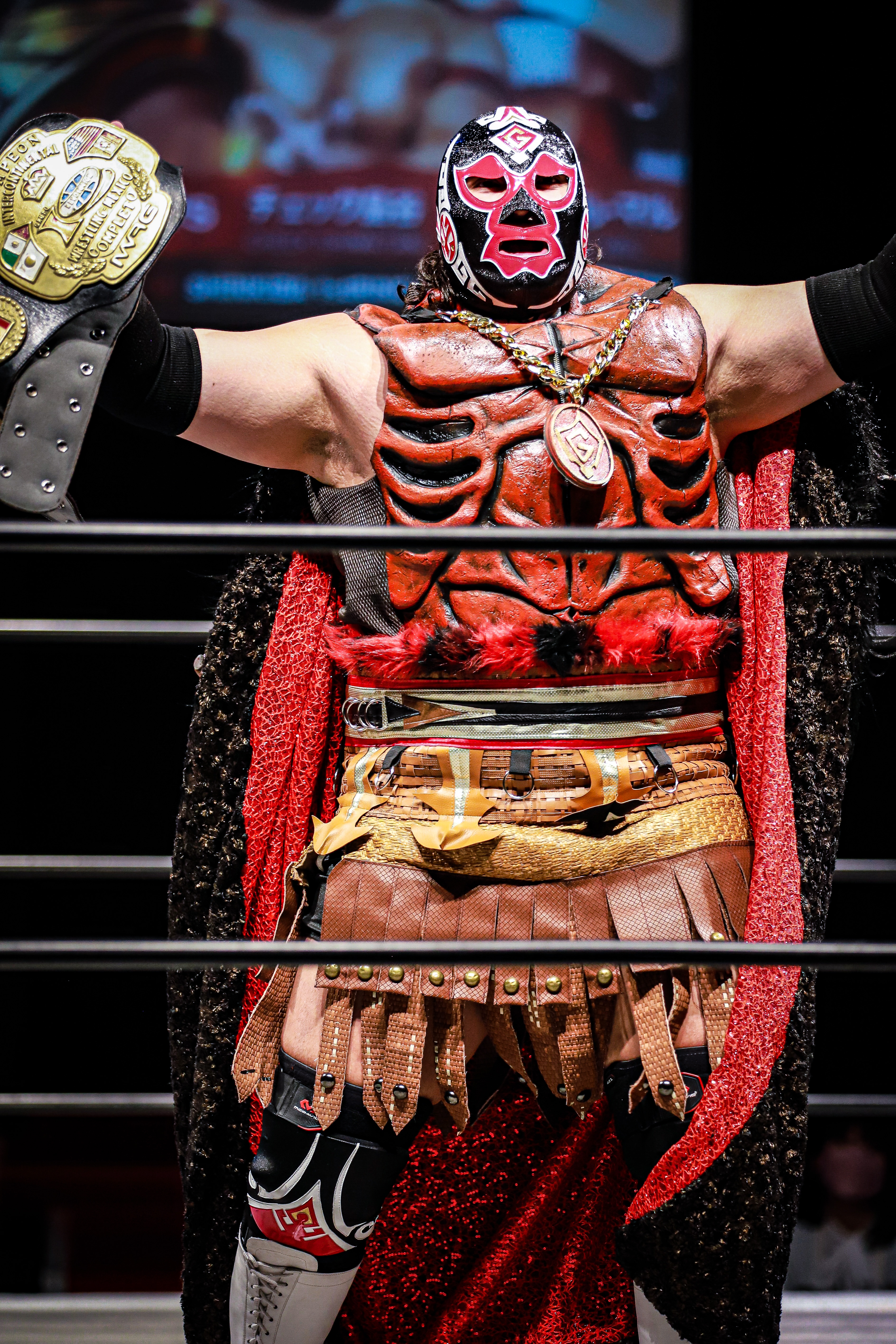
El actual campeón Galeno

El campeón actual es Galeno, quien se encuentra en su primer reinado como campeón. Galeno ganó el campeonato luego de derrotar a Tetsuya Endo en la final de un torneo el 11 de abril de 2025 en NOAH Sunny Voyage.
Galeno registra hasta el 19 de abril de 2025 las defensas televisadas:

### Lista de campeones
| N.º | Campeón                   | Lucha                    | Lucha                                                     | Lucha           | Estadísticas | Estadísticas | Estadísticas      | Notas y referencias                                                                                                 |
| N.º | Campeón                   | Fecha                    | Evento                                                    | Ubicación       | Reinado      | Días         | Defensas exitosas | Notas y referencias                                                                                                 |
| --- | ------------------------- | ------------------------ | --------------------------------------------------------- | --------------- | ------------ | ------------ | ----------------- | --- |
| 1   | Takashi Sugiura           | 2 de noviembre de 2019   | The Best 2019 ~ Battle Of Aesthetics ~                    | Tokio, Japón    | 1            | 180          | 4                 | Derrotó a Michael Elgin para coronar al primer campeón.                                                             |
| 2   | Katsuhiko Nakajima        | 9 de mayo de 2020        | National Championship Sugiura vs. Nakajima                | Tokio, Japón    | 1            | 87           | 2                 | [ 3 ] |
| 3   | Kenoh                     | 4 de agosto de 2020      | Departure 2020 — Day 1                                    | Tokio, Japón    | 1            | 229          | 6                 | [ 4 ] |
| 4   | Kazuyuki Fujita           | 21 de marzo de 2021      | NOAH The Infinity 2021                                    | Tokio, Japón    | 1            | 39           | 0                 | [ 5 ] |
| 5   | Takashi Sugiura           | 29 de abril de 2021      | NOAH The Glory 2021                                       | Tokio, Japón    | 2            | 182          | 2                 | [ 6 ] |
| 6   | Masaaki Mochizuki         | 28 de octubre de 2021    | Noah Go On The Demolition Stage 2021                      | Kumamoto, Japón | 1            | 16           | 0                 | [ 7 ] |
| 7   | Kenoh                     | 13 de noviembre de 2021  | NOAH Demolition Stage 2021 In Yokohama                    | Yokohama, Japón | 2            | 70           | 3                 | [ 8 ] |
| 8   | Masakatsu Funaki          | 22 de enero de 2022      | Higher Ground 2022                                        | Osaka, Japón    | 1            | 292          | 6                 | [ 9 ] |
| 9   | El Hijo de Dr. Wagner Jr. | 10 de noviembre de 2022  | Global Honored Crown 2022                                 | Tokio, Japón    | 1            | 352          | 6                 | Este es el reinado más largo de la historia del título.                                                             |
| 10  | Jack Morris               | 28 de noviembre de 2023  | Demolition Stage In Fukuoka                               | Fukuoka, Japón  | 1            | 166          | 3                 | [ 11 ] |
| 11  | Hayata                    | 11 de abril de 2024      | NOAH Star Navigation - Noche 4                            | Tokio, Japón    | 1            | 94           | 0                 | [ 12 ] |
| 12  | Ulka Sasaki               | 13 de julio de 2024      | NOAH Destination 2024                                     | Tokio, Japón    | 1            | 63           | 0                 | [ 13 ] |
| 13  | Manabu Soya               | 14 de septiembre de 2024 | NOAH Star Navigation 2024 – Noche 9                       | Tokio, Japón    | 1            | 119          | 4                 | [ 14 ] |
| 14  | Tetsuya Endo              | 11 de enero de 2025      | NOAH Star Navigation 2025: Premium                        | Tokio, Japón    | 1            | 31           | 0                 | |
| 15  | Manabu Soya               | 12 de febrero de 2025    | NOAH Star Navigation Premium ~ NOAH Jr. Tag League 2025 ~ | Tokio, Japón    | 0            | 19           | 0                 | |
| 16  | Ozawa                     | 2 de marzo de 2025       | NOAH Memorial Voyage 2025 in Yokohama                     | Yokohama, Japón | 1            | 0            | 0                 | Fue un Winner Takes All LumberJack DeathMatch donde el Campeonato Peso Pesado GHC de Ozawa también estuvo en juego. |
| —   | Vacante                   | 2 de marzo de 2025       | NOAH Memorial Voyage 2025 in Yokohama                     | Yokohama, Japón | —            | —            | —                 | Ozawa renunció al título justo después de concluir el combate.                                                      |
| 17  | Galeno                    | 11 de abril de 2025      | NOAH Sunny Voyage                                         | Niigata, Japón  | 1            | 108+         |                   | Derrotó a Tetsuya Endo en la Final de un Torneo por el título vacante.                                              |

### Total de días con el título

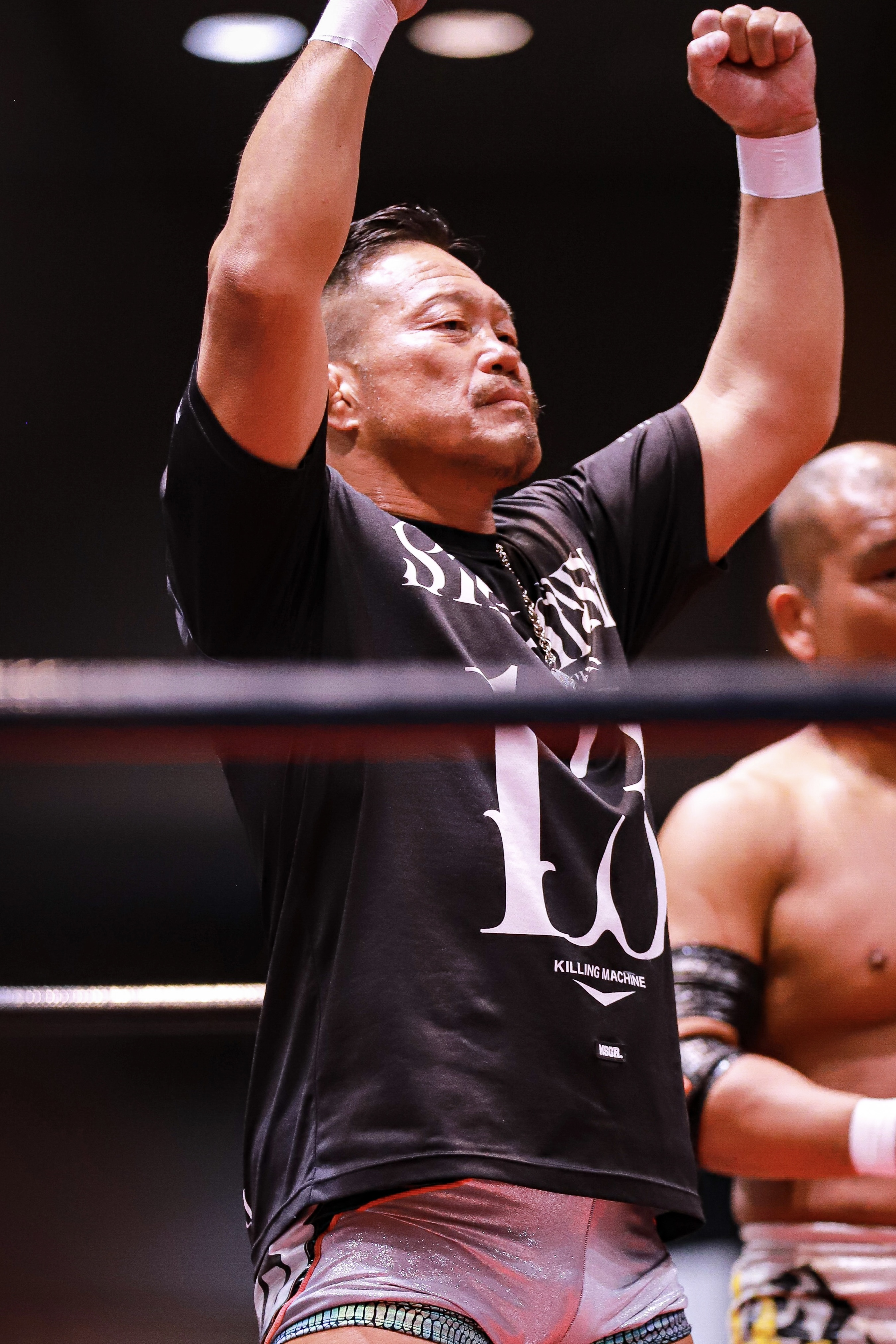
Takashi Sugiura posee el récord de mayor días acumulativos como campeón, con 372 días entre sus dos reinados.

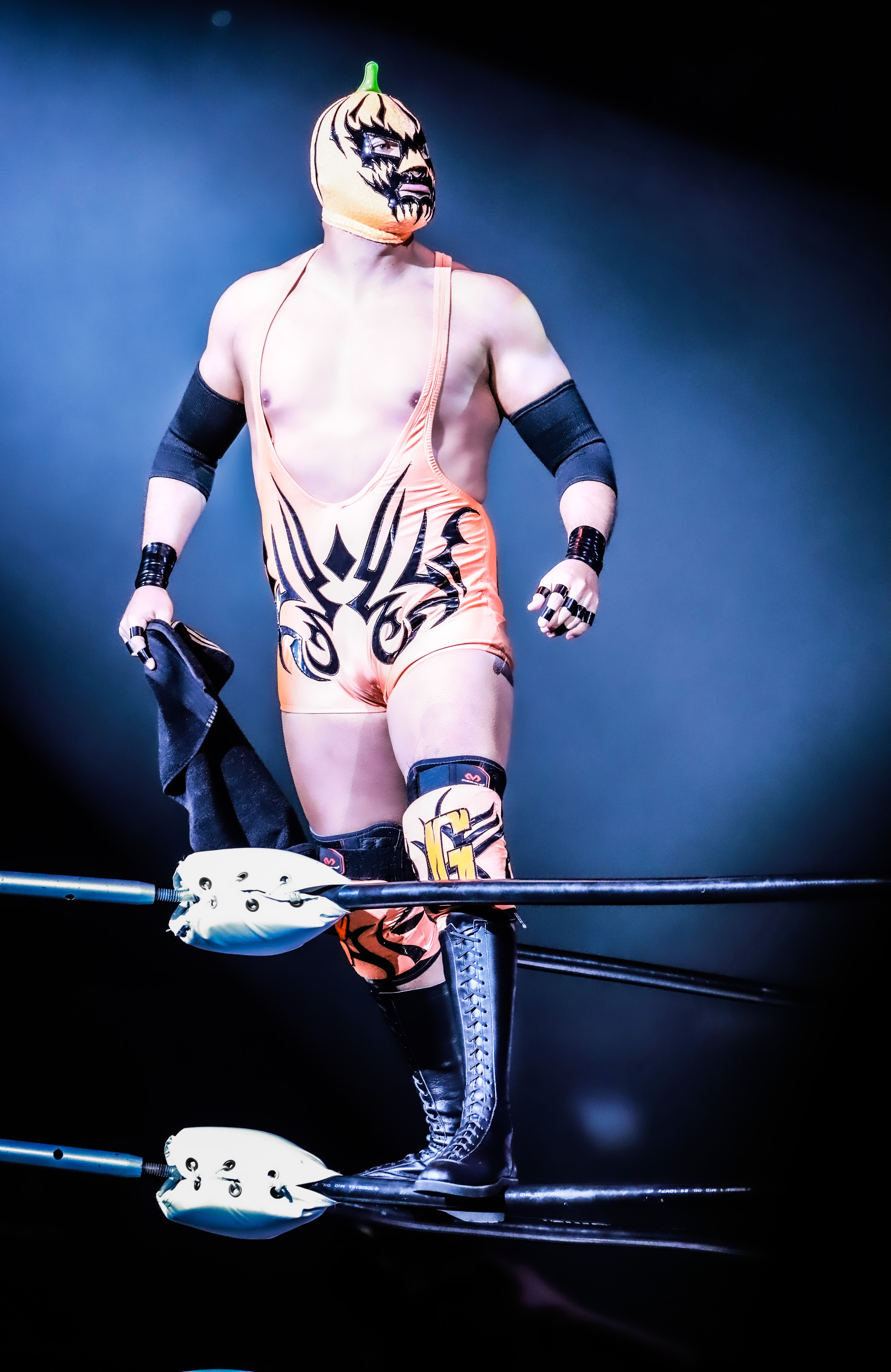
El Hijo de Dr. Wagner Jr. posee el reinado más largo del campeonato con 352 días.

La siguiente lista muestra el total de días que un luchador ha poseído el campeonato si se suman todos los reinados que posee. Actualizado a la fecha del 28 de julio de 2025.
| + | Indica al campeón actual |

| N.º | Campeón                   | Reinados | Total de días |
| --- | ------------------------- | -------- | ------------- |
| 1   | Takashi Sugiura           | 2        | 372           |
| 2   | El Hijo de Dr. Wagner Jr. | 1        | 352           |
| 3   | Kenoh                     | 2        | 299           |
| 4   | Masakatsu Funaki          | 1        | 292           |
| 5   | Jack Morris               | 1        | 166           |
| 6   | Manabu Soya               | 2        | 138           |
| 7   | Galeno                    | 1        | 108+          |
| 8   | Hayata                    | 1        | 94            |
| 9   | Katsuhiko Nakajima        | 1        | 87            |
| 10  | Ulka Sasaki               | 1        | 63            |
| 11  | Kazuyuki Fujita           | 1        | 39            |
| 12  | Tetsuya Endo              | 1        | 31            |
| 13  | Masaaki Mochizuki         | 1        | 16            |
| 14  | Ozawa                     | 1        | 0             |

### Mayor cantidad de reinados
| Reinados | Luchador (es)                       |
| -------- | ----------------------------------- |
| 2 veces  | Takashi Sugiura, Kenoh, Manabu Soya |